# Pista sciistica

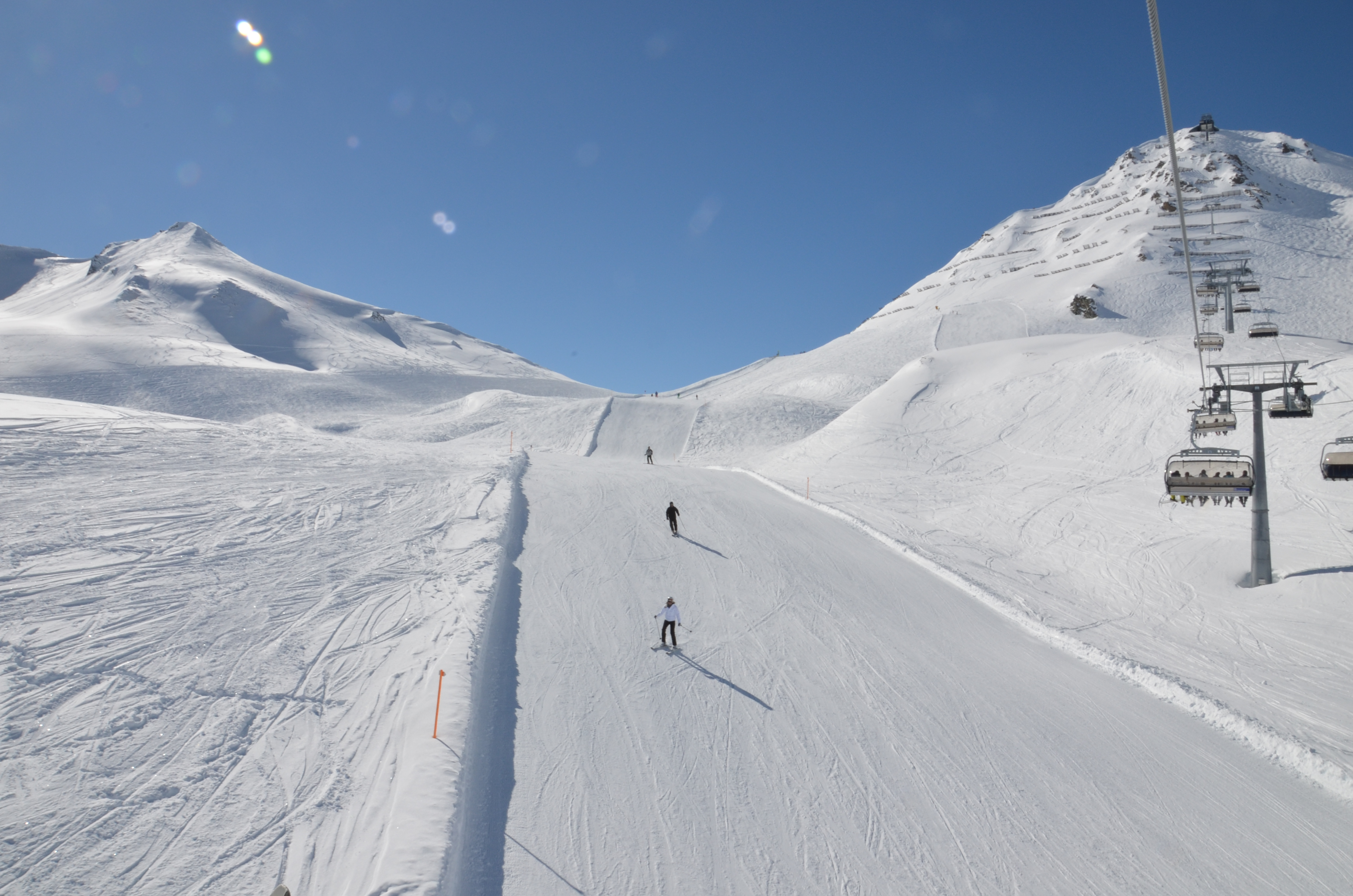
Tipica pista da sci battuta da battipista e servita da impianti di risalita

Una pista sciistica (o pista da sci) è un tratto di pendio montano attrezzato per la pratica dello sci alpino grazie alla presenza d'impianti di risalita e al trattamento del manto nevoso, naturale о artificiale. Generalmente una stazione sciistica conta più di una pista attrezzata e manutenuta da appositi battipista, servita da uno o più impianti di risalita ed eventuali sistemi di innevamento artificiale.

## Descrizione

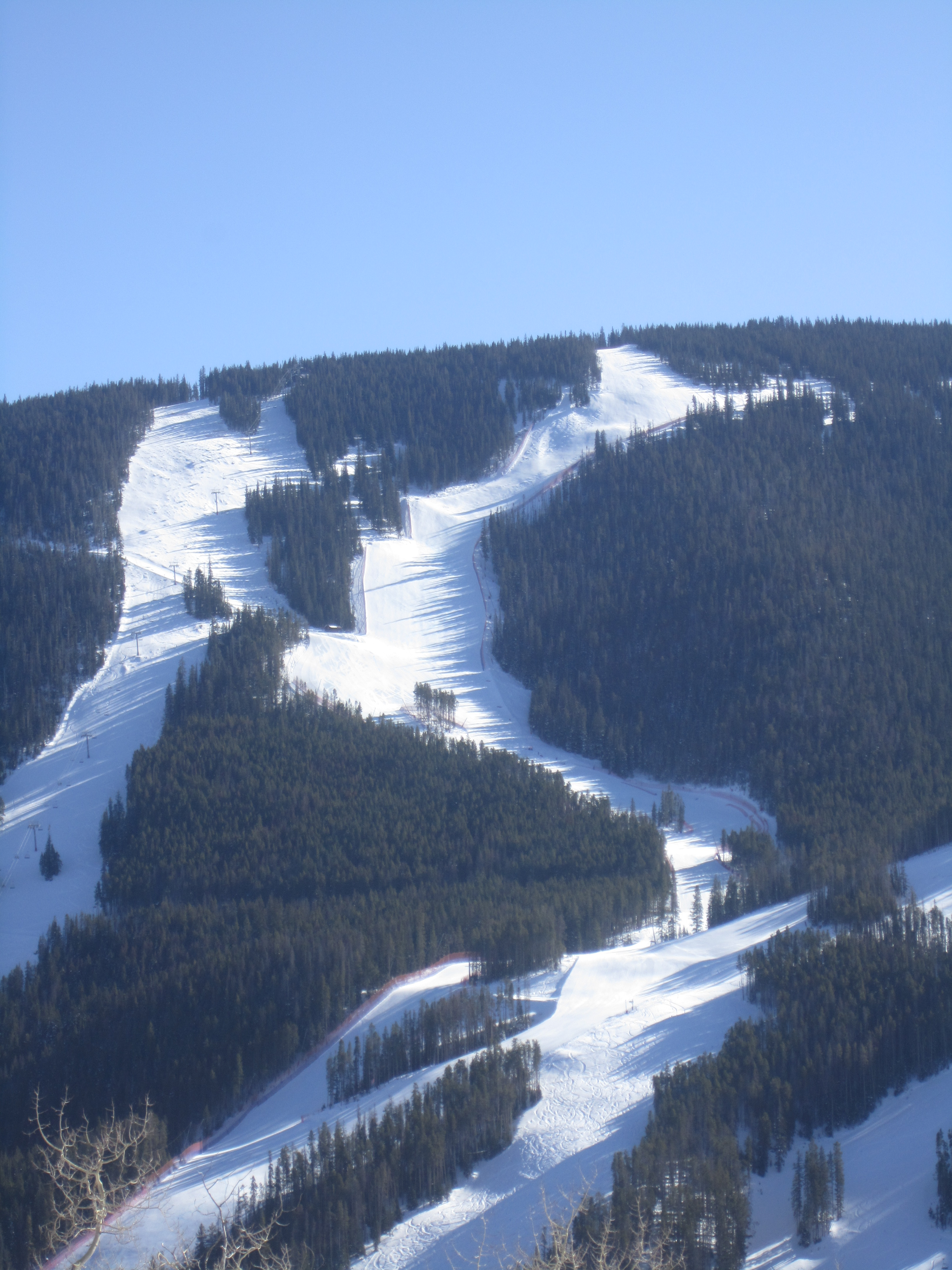
Pista da sci Bird of Prey a Beaver Creek, in Colorado (Stati Uniti)

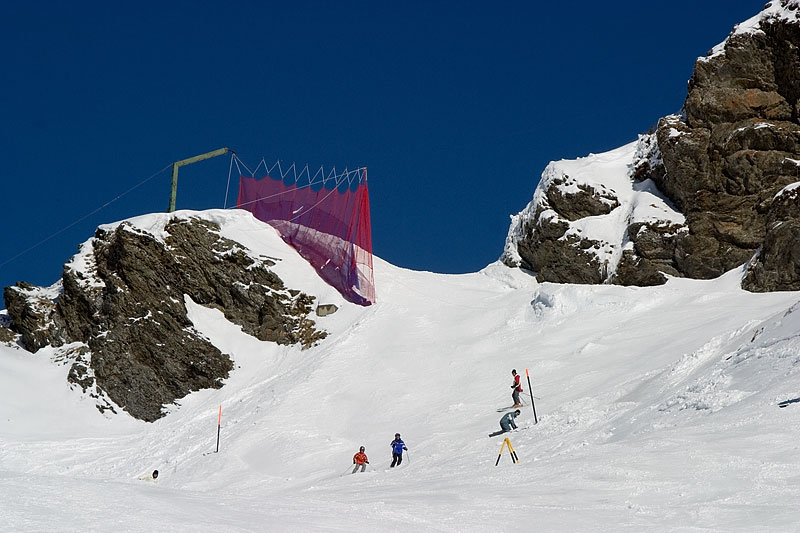
Pista da sci Lauberhorn a Wengen in Svizzera

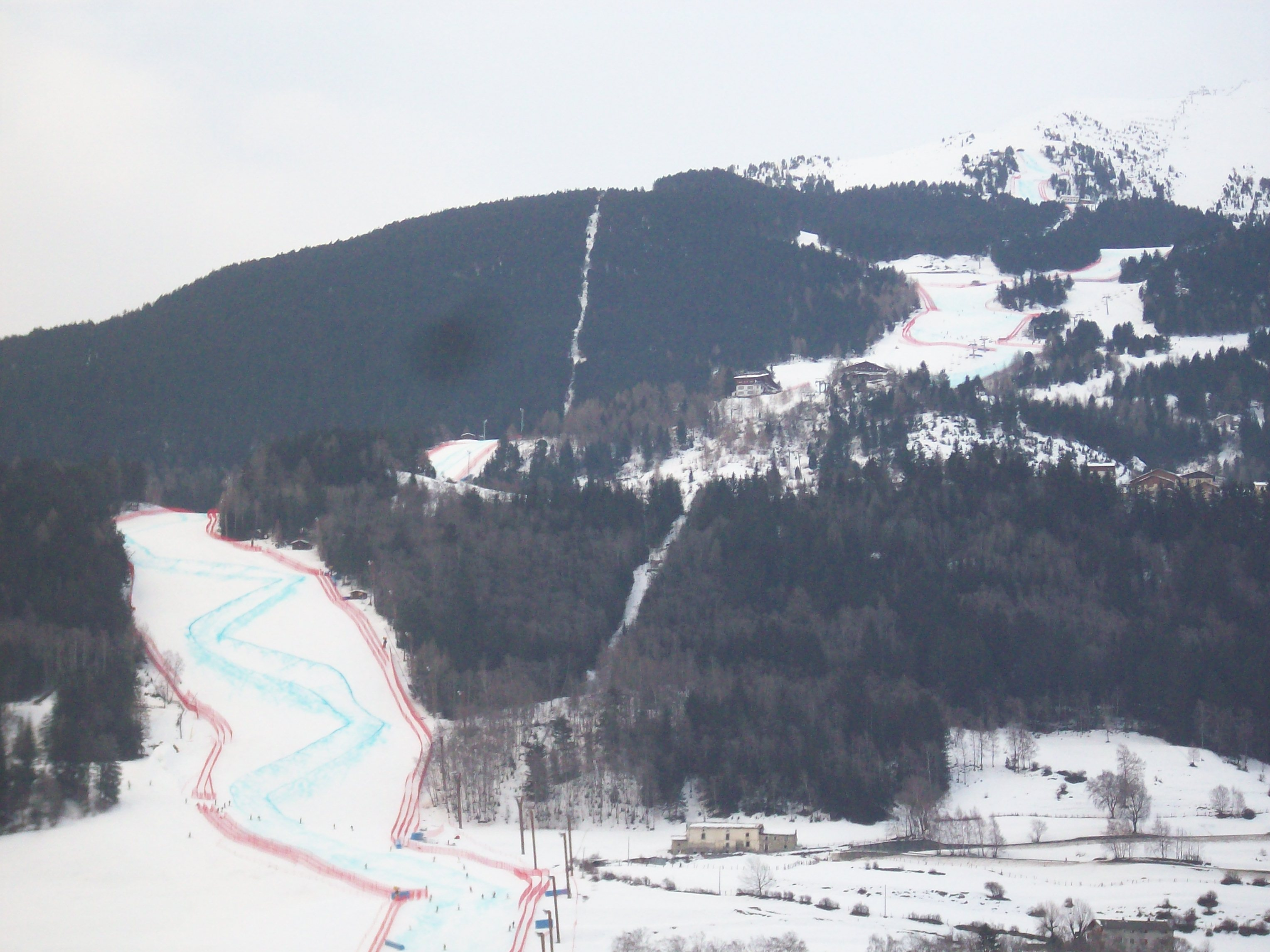
Pista Stelvio a Bormio

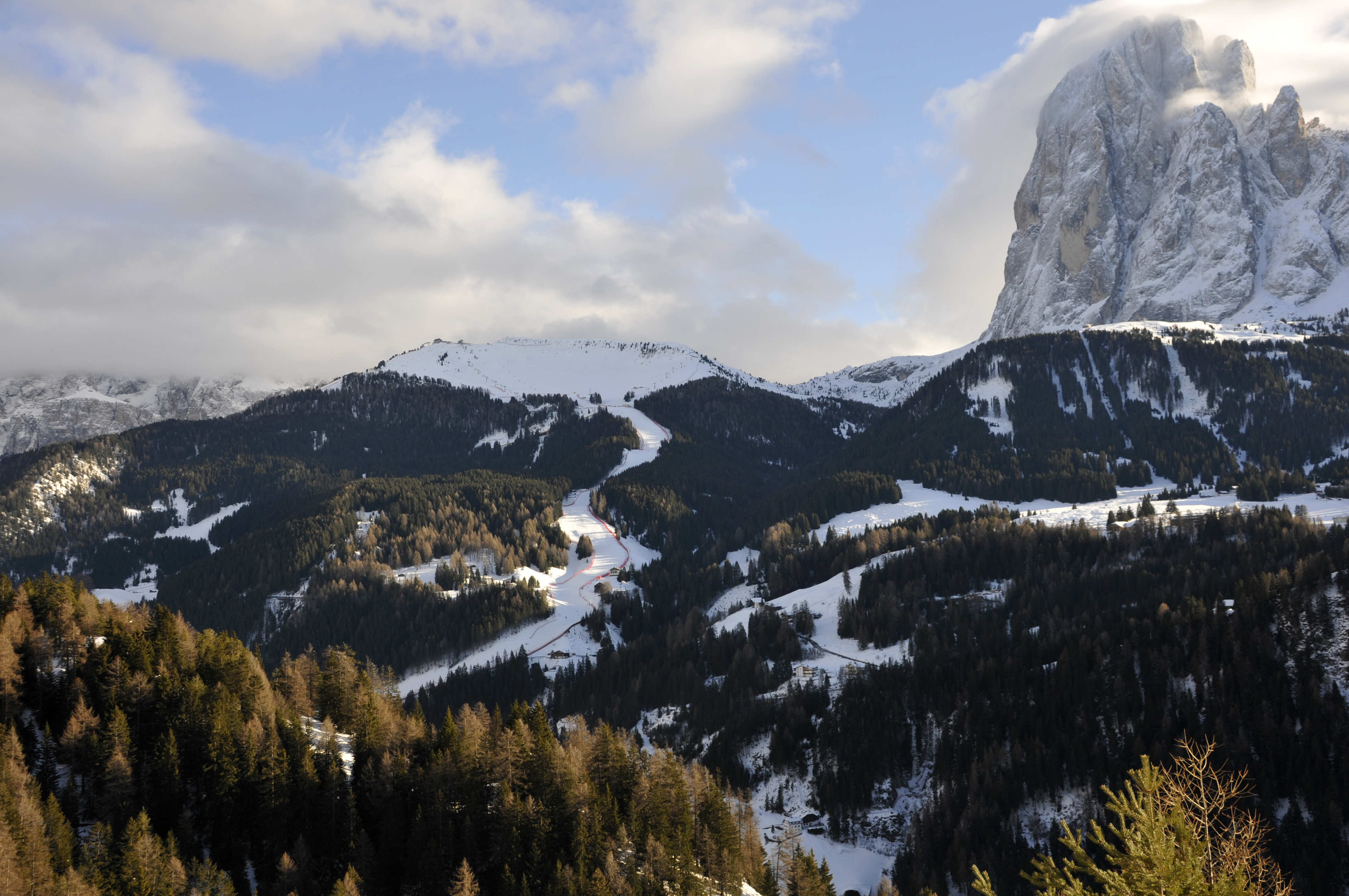
La pista Saslong di Santa Cristina Valgardena, in Italia con a destra il Sassolungo

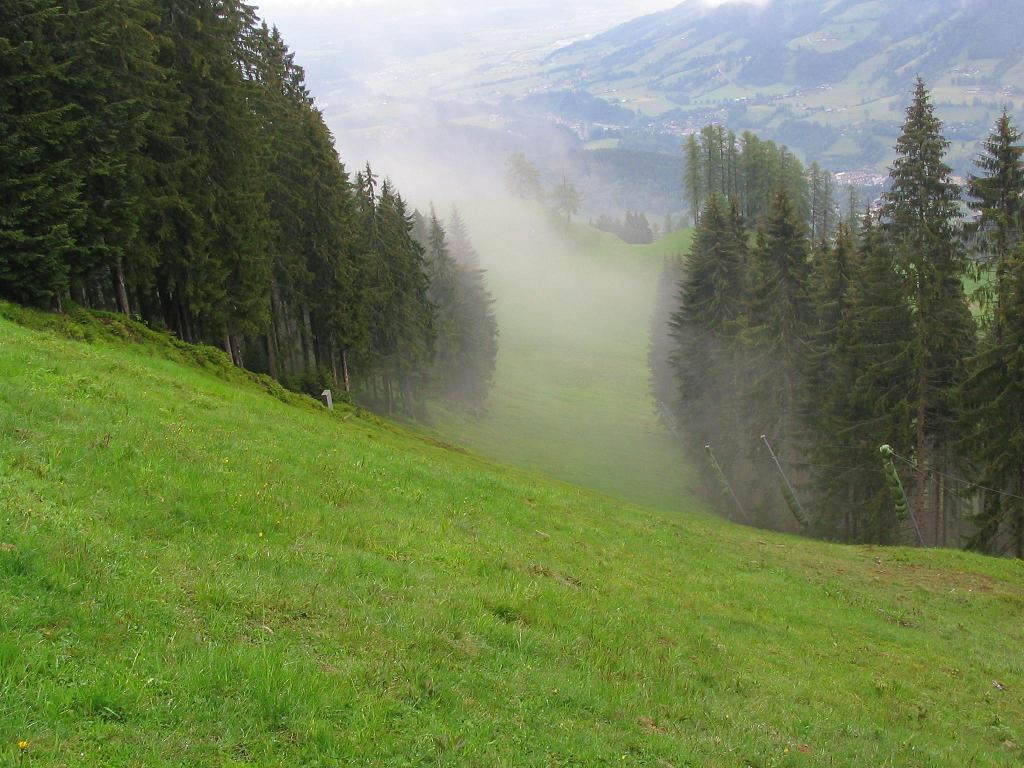
Immagine estiva di una pista di discesa libera: la Streif di Kitzbühel, in Austria

Le piste da sci vengono allestite su pendii opportuni nel rispetto delle norme di sicurezza, ad esempio, non soggetti a valanghe. In genere nell'emisfero nord a latitudini temperate sono poste su versanti nord di montagne erbose o boscose per evitare il precoce scioglimento delle nevi a causa dell'esposizione al sole; viceversa nell'emisfero sud.
Sono in genere classificate in base alla difficoltà, derivante principalmente dalla pendenza topografica del pendio. La norma UNI 8137:2004, che disciplina la segnaletica per le piste da sci, prevede che la pista sia definita e quindi segnalata con cartelli circolari colorati:
- "azzurra", se la pendenza longitudinale o trasversale non supera il 25%, salvo brevi tratti di terreno aperto; sono le piste più facili, adatte a principianti;
- "rossa", se la pendenza longitudinale o trasversale non supera il 40%, salvo brevi tratti di terreno aperto; sono di media difficoltà;
- "nera", se la pendenza supera quella di una pista rossa; rappresentano le piste più difficili adatte solo a sciatori esperti.

La lunghezza va da qualche centinaio di metri a qualche chilometro. Il dislivello da una cinquantina di metri per le piste scuola, o per bambini, fino a 1000 metri e più.  Le pendenze da pochi gradi fino a oltre 35 gradi. A differenza del fuorpista, il fondo del pendio viene battuto da gatti delle nevi e non deve presentare rocce libere o sporgenti.
Piste da sci di fondo sono invece poste in pianori o su percorsi vallonati, spesso chiusi ad anello. La neve può essere compatta, farinosa, ghiacciata, in fusione. Tipicamente più piste possono essere servite da un unico impianto di risalita. A volte vengono criticate dagli ambientalisti per l'impatto visivo e ambientale.
Per le competizioni di Coppa del Mondo di sci alpino le piste da sci devono essere omologate dalla Federazione Internazionale Sci (FSI) per la particolare disciplina (discesa libera, supergigante, slalom gigante, slalom speciale) in base a lunghezza, larghezza, dislivello, pendenza topografica media e massima, cambi di pendenza, condizioni di sicurezza. Costituiscono il campo di gara e sono attrezzate con un cancelletto di partenza, una serie di "porte" (paletti singoli o doppi attraverso i quali gli atleti devono passare) variamente disposte e distanziate a seconda della specialità, una linea d'arrivo e un sistema di rilevamento cronometrico, anche di tempi intermedi. Spesso vengono opportunamente trattate per ottenere condizioni desiderate sul fondo, ad esempio ghiacciamento superficiale, per garantire maggiore tenuta al passaggio degli atleti o maggiore scorrevolezza.
Esistono anche piste da sci al coperto, sia su pendii naturali sia - più frequentemente - artificiali; tali piste, spesso definite con termine inglese indoor, sorgono quasi sempre in aree non montane e perfino in paesi dal clima caldo e quindi privi di innevamento naturale (per esempio, la pista nel rinomato centro commerciale Mall of the Emirates a Dubai, negli Emirati Arabi Uniti).

### Sicurezza
Per garantire la sicurezza ed evitare l'impatto con ostacoli pericolosi come alberi o rocce a bordo pista, nelle competizioni e non, si installano reti atte ad ammortizzare l'urto o trattenere lo sciatore sul tracciato. Esistono principalmente due tipi di reti di sicurezza (contrapposte a quelle di delimitazione): A e B. Le reti di tipo A sono installazioni fisse, realizzate appositamente secondo le caratteristiche specifiche della pista, che consistono in una rete molto alta sostenuta da pali d'acciaio conficcati nel terreno e non nella neve; questi non vengono rimossi durante l'estate. Si usano nei punti più pericolosi (curve, dossi) e permettono di bloccare completamente lo sciatore in caduta. Le reti di tipo B sono utilizzate nei punti meno pericolosi; sono alte circa 2,5 m e vengono impiantate nella neve. Per questo nelle competizioni (soprattutto di discesa libera) è frequente che l'atleta sradichi le reti: queste servono infatti più per rallentare che per trattenere.
Sulle piste in cui non si svolgono competizioni vigono precise norme di comportamento da rispettare per garantire la sicurezza o incolumità proprie e degli altri sciatori: ad esempio, una velocità controllata e consona alla pista affollata e il divieto di taglio trasversale. Ciò nonostante, il rischio di incidenti nella pratica dello sci alpino rimane, per cui su piste sono presenti presidi di squadre di soccorso.

### Piste da sci famose
- Streif
- Lauberhorn
- Saslong
- Stelvio
- Bird Of Prey
- Chuenisbärgli
- Gran Becca (pista sciistica)
- Gran Risa
- 3Tre
- Ganslern
- Planai
- Gran Pista di Valtournenche
- Meccia
- Moro-Bill
- Trametsch
- Olimpia delle Tofane
- Ventina
- Catinaccio (pista sciistica)
- La Longia
- Sarenne (pista sciistica)
- Kandahar Banchetta

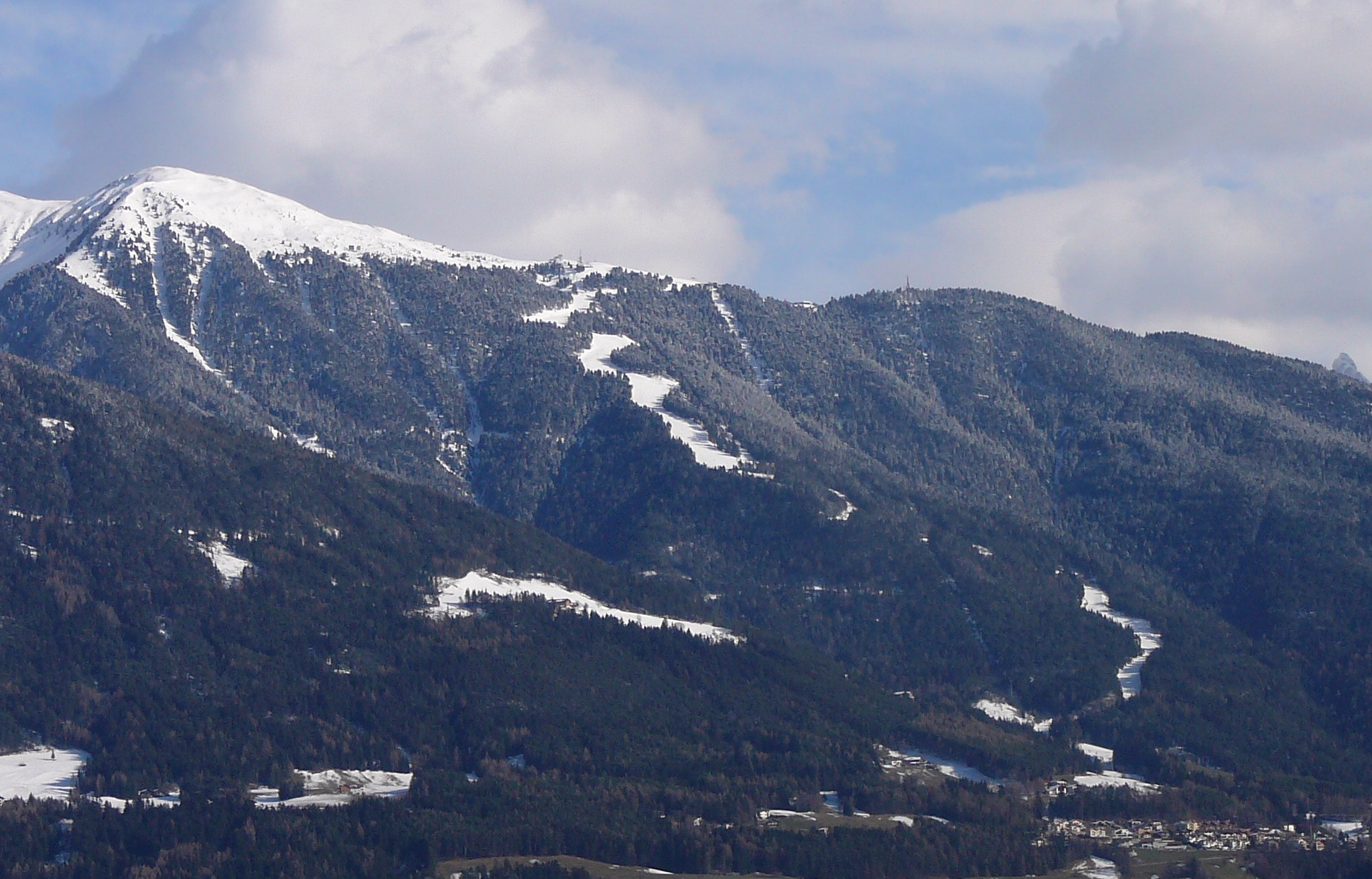
Trametsch

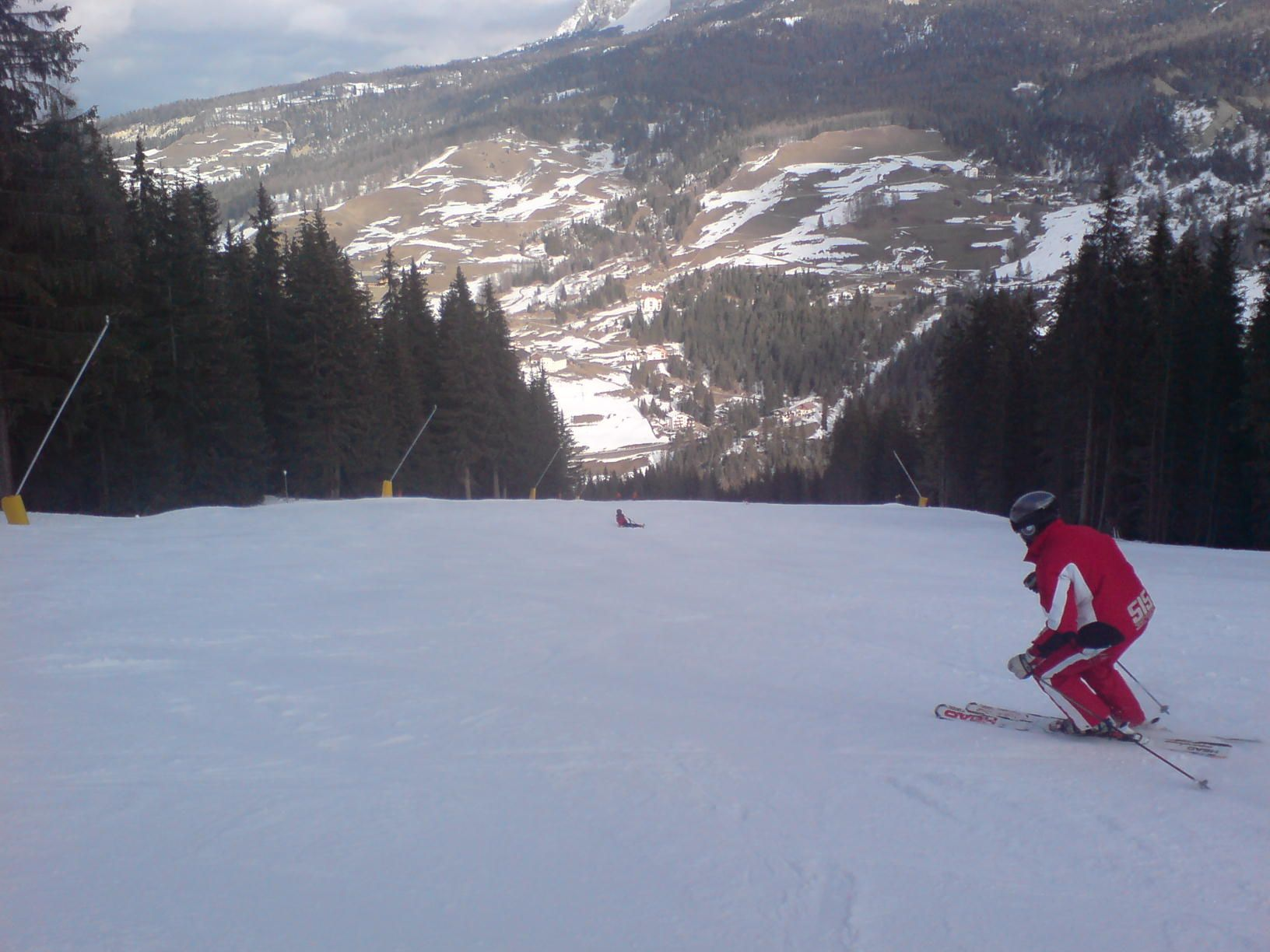
Gran Risa

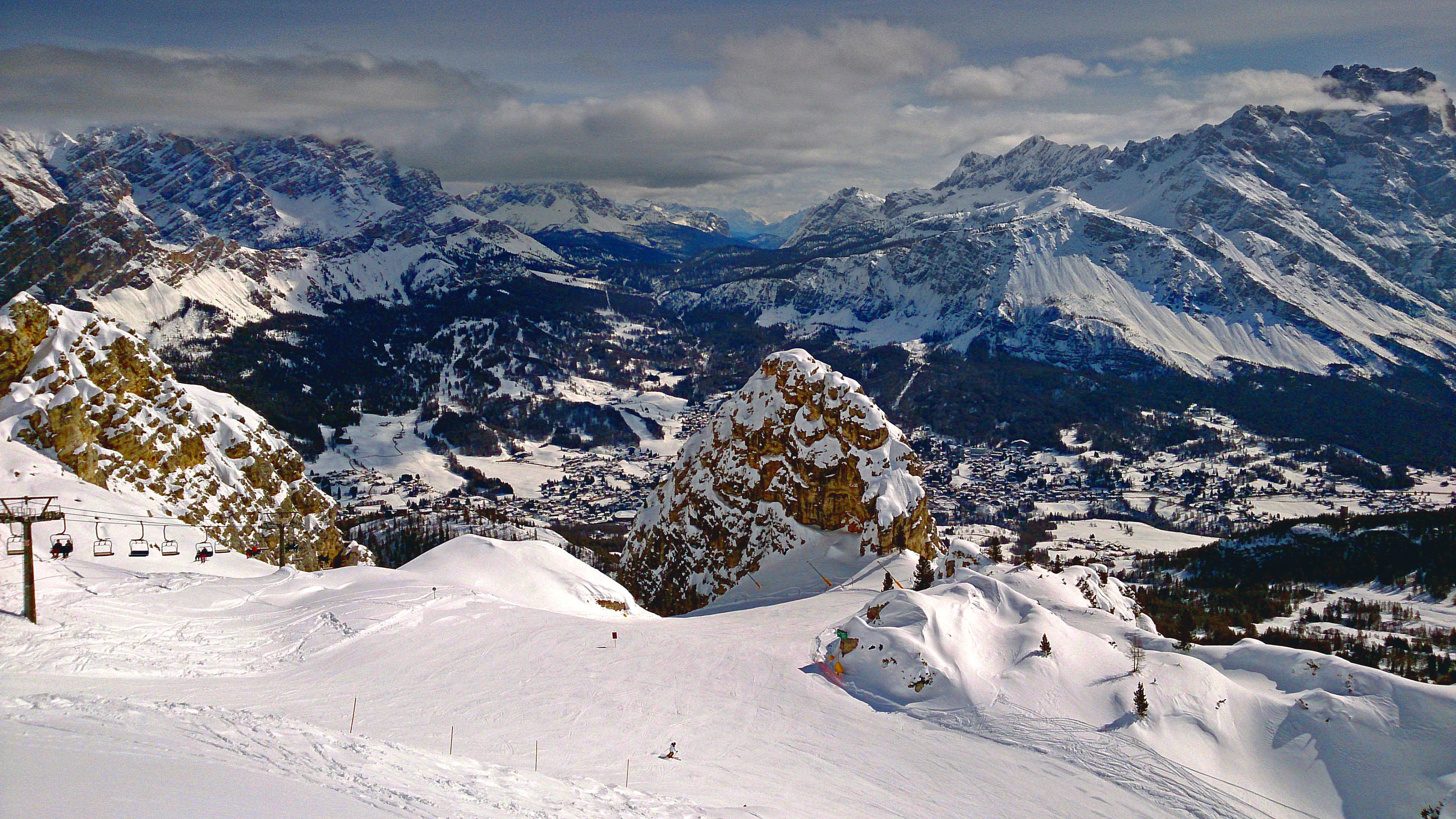
Olimpia delle Tofane

- Giovanni Alberto Agnelli (pista sciistica)

## Galleria d'immagini

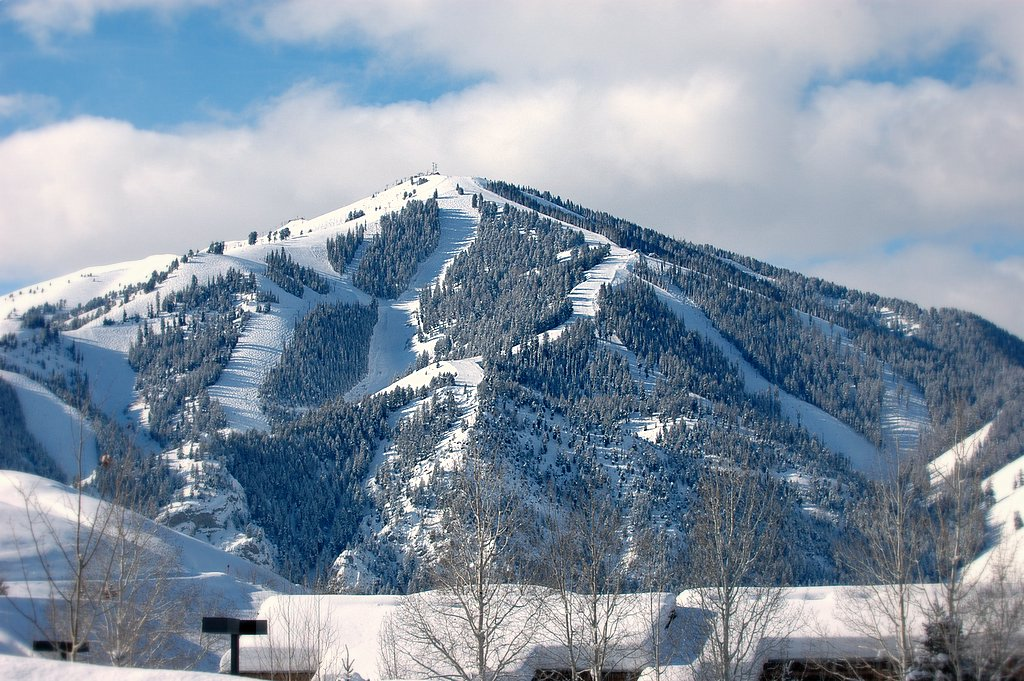
Insieme di piste riunite in una stazione sciistica: Sun Valley, negli Stati Uniti
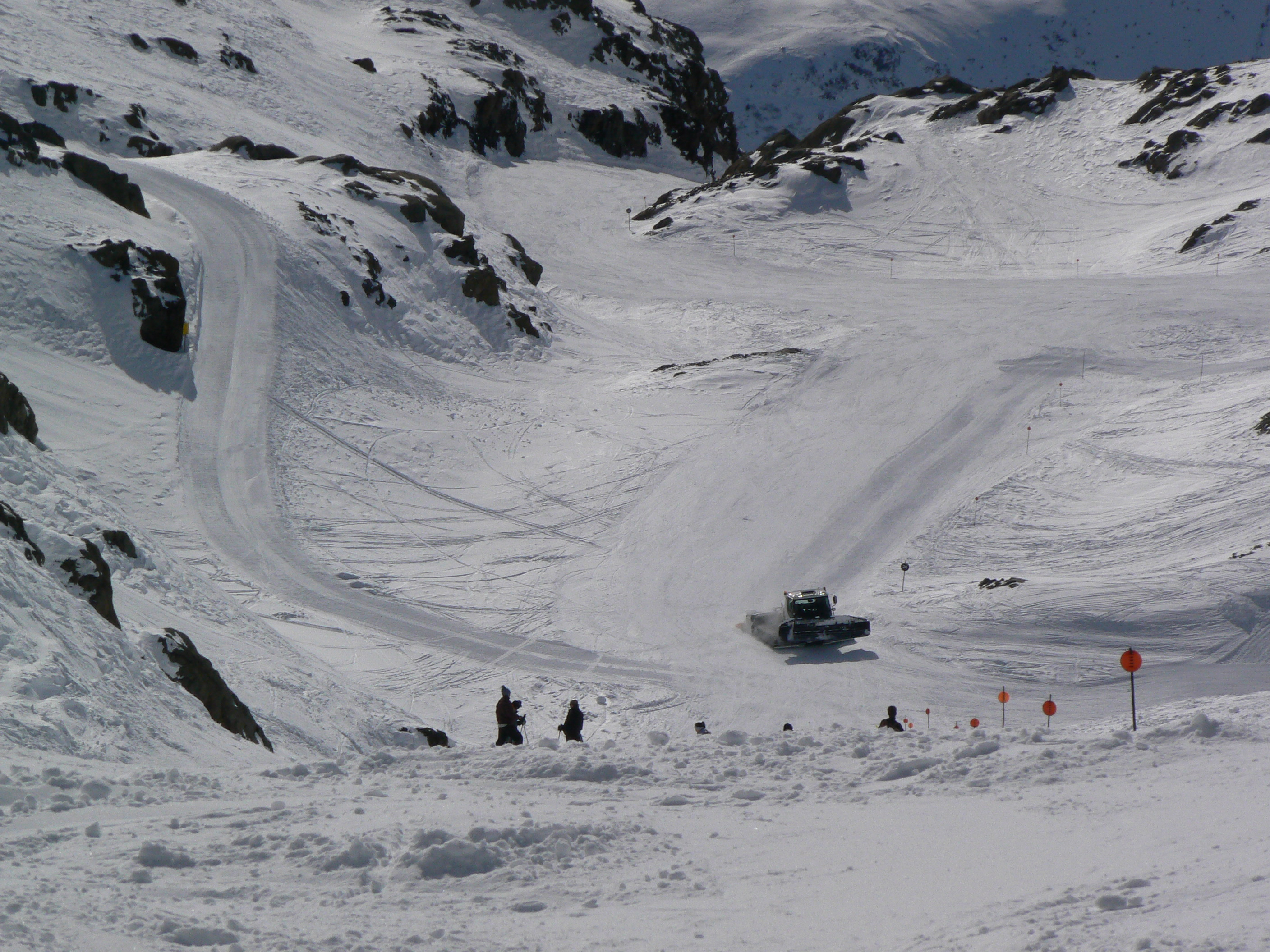
Sarenne (pista sciistica)
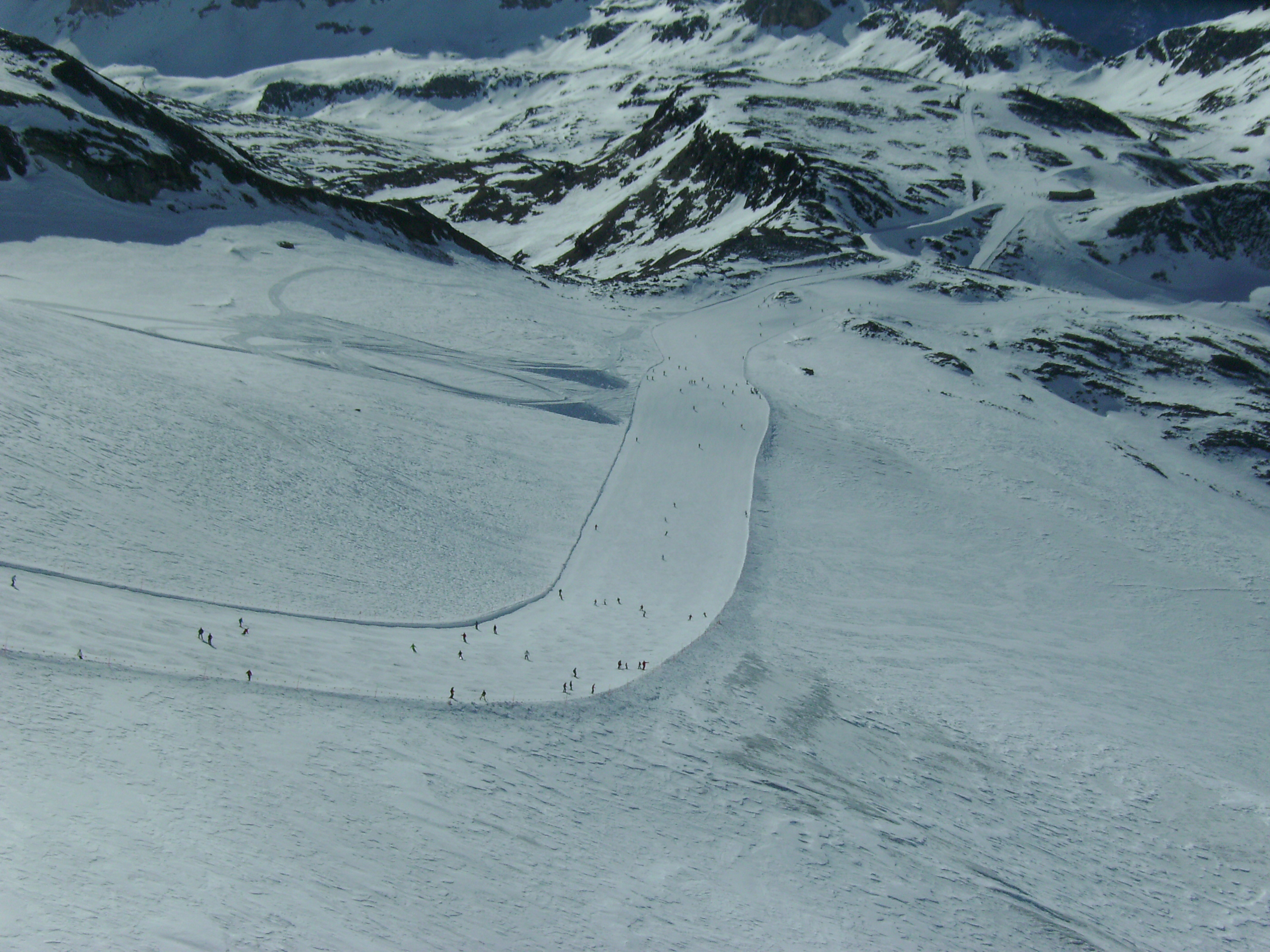
Ventina
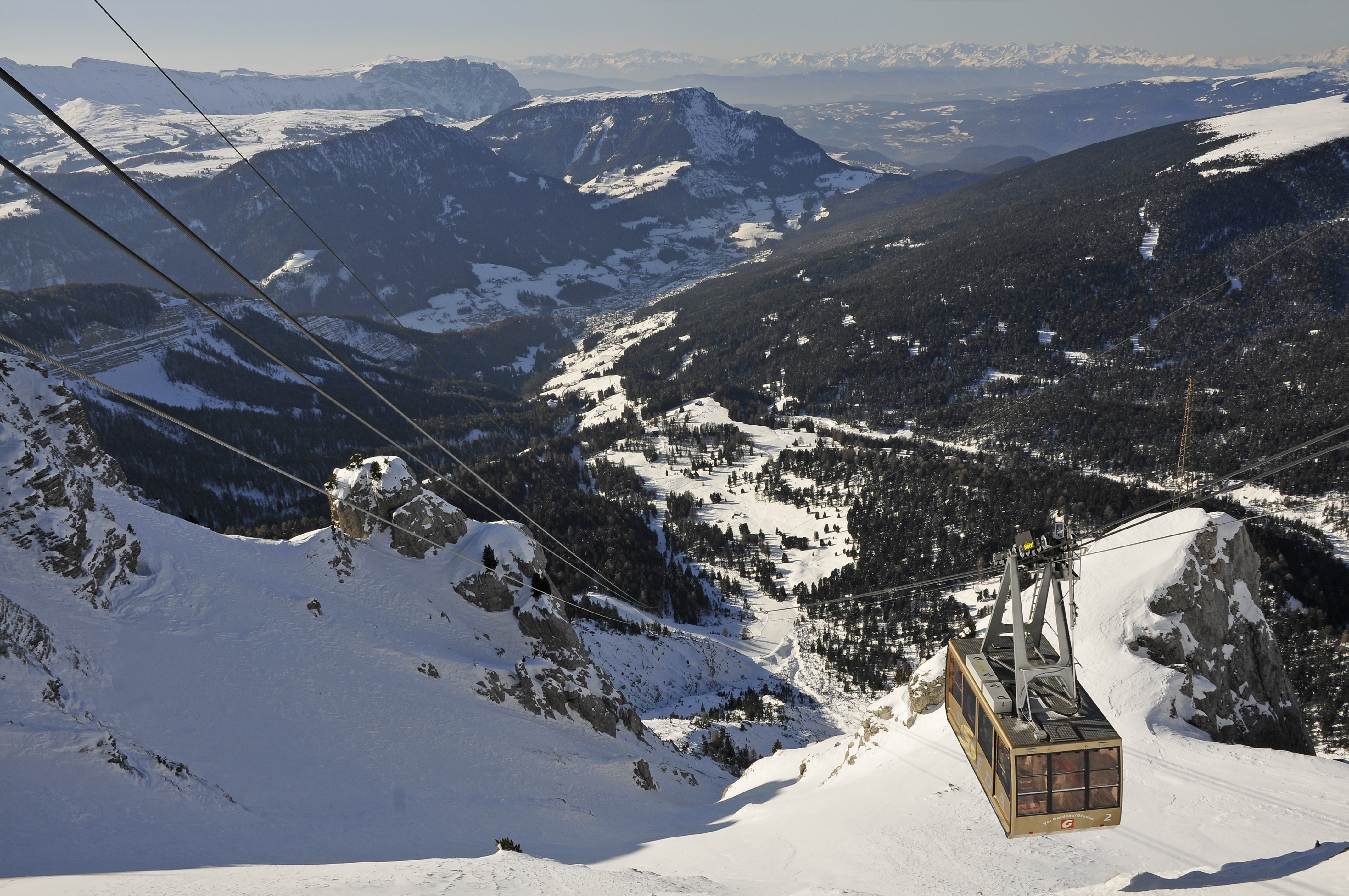
La Longia
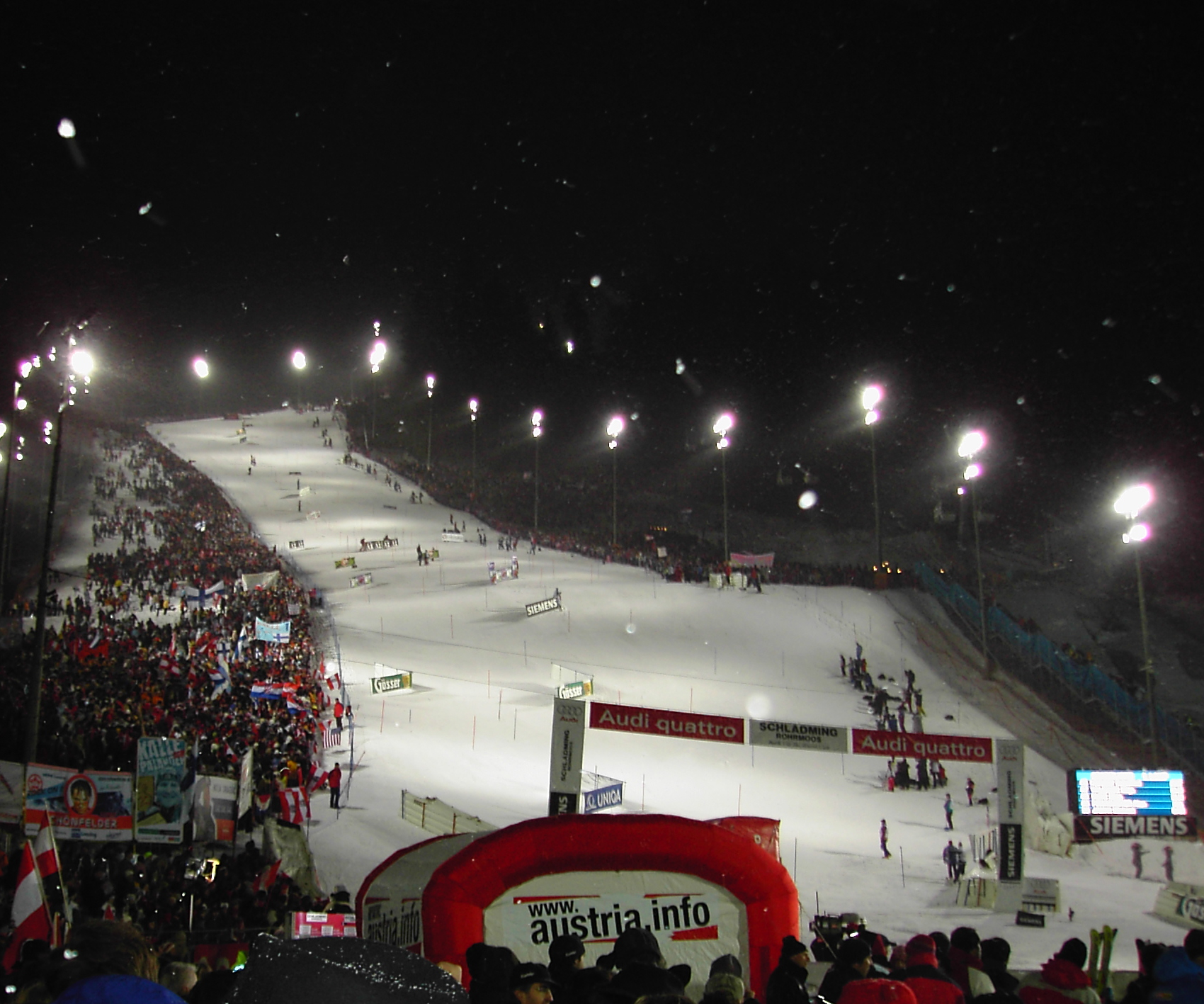
Una pista da sci attrezzata per gare in notturna: la Planai di Schladming, in Austria
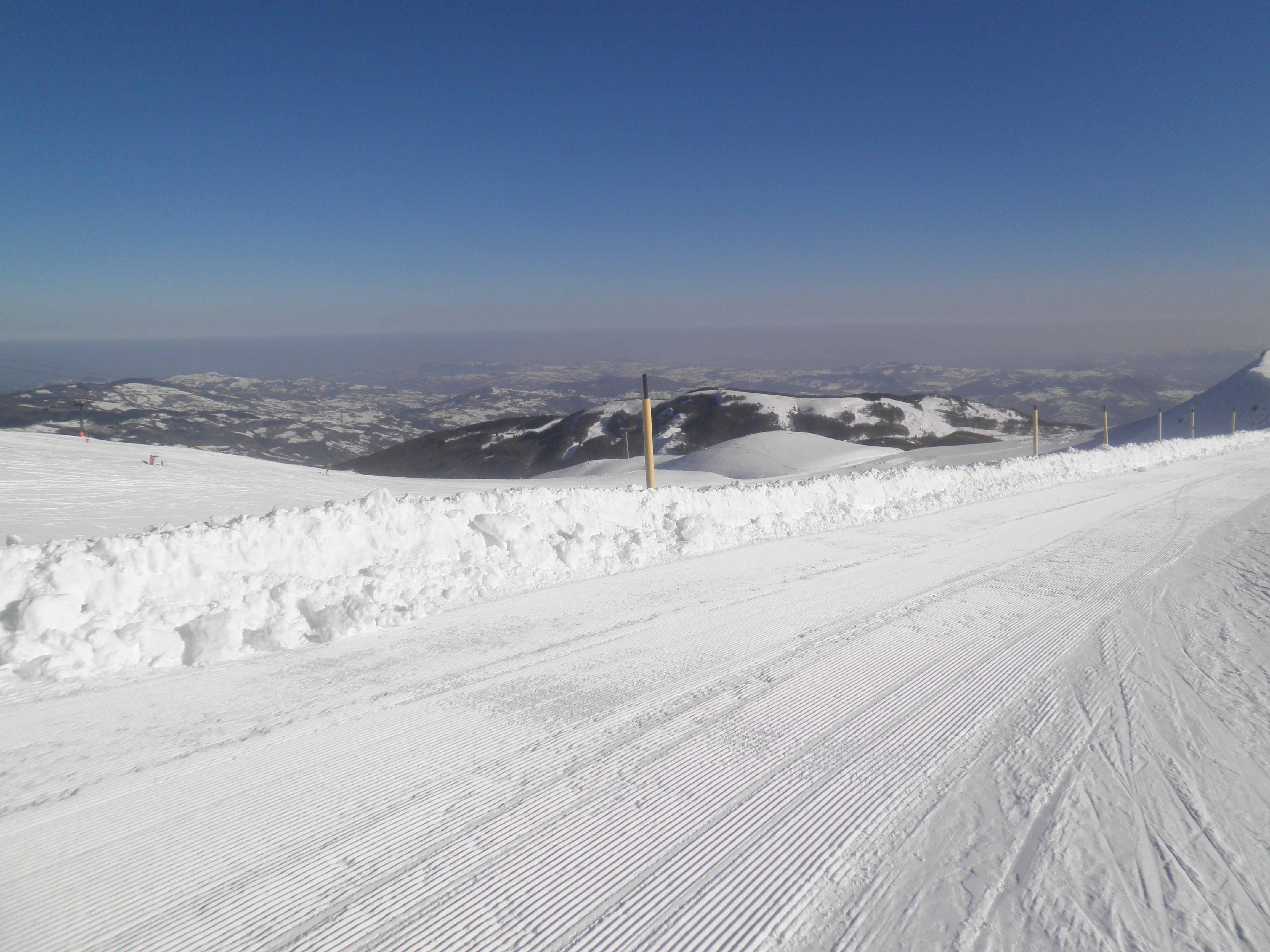
Catinaccio (pista sciistica)